# Tsypka
Tsypka (del ruso: Цыпка) es un seló del raión de Tuapsé del krai de Krasnodar, en el sur de Rusia. Está situado en las estribaciones meridionales del extremo oeste del Cáucaso Occidental, en la confluencia del río Tuapsé y su afluente el Tsypka, 9 km al norte de Tuapsé y 99 km al sur de Krasnodar, la capital del krai. Tenía 750 habitantes en 2010.
Es cabeza del municipio Veliaminovskoye, al que pertenecen asimismo  Zarechie, Krásnoye, Mesazhai, Prigorodni, Jolodni Rodnik y Grecheski.

## Historia
La localidad fue registrada el 26 de abril de 1923 como parte del volost Veliaminovski del ókrug del Mar Negro del óblast de Kubán-Mar Negro

## Transporte
Cuenta con una plataforma ferroviaria en la línea Tuapsé-Krasnodar. Por la localidad pasa la carretera R254 Maikop-Tuapsé.